# 大叶合欢
大叶合欢（学名：Cylindrokelupha turgida）为豆科棋子豆属下的一个种。

## 扩展阅读
維基物種上的相關：大叶合欢